# Тумлін-Домбрувка
Тумлін-Домбрувка (пол. Tumlin-Dąbrówka) — село в Польщі, у гміні Заґнанськ Келецького повіту Свентокшиського воєводства.
У 1975-1998 роках село належало до Келецького воєводства.